# Ralf Kleinfeld
Ralf Kleinfeld (* 1952 in Duisburg-Meiderich) ist ein deutscher Politikwissenschaftler.

## Leben
Kleinfeld studierte von 1971 bis 1977 Politikwissenschaft, Soziologie und Geschichte in Bochum und Duisburg mit dem Abschluss Diplom-Sozialwissenschaftler. Anschließend war er dort bis 1982 als wissenschaftlicher Mitarbeiter bei Joachim Jens Hesse beschäftigt.
Von 1984 bis 1998 war Kleinfeld wissenschaftlicher Mitarbeiter an der FernUniversität Hagen bei Ulrich von Alemann und wurde dort 1987 zum Dr. rer. pol. promoviert. 1998 erfolgte die Habilitation im Fach Politikwissenschaft.
1999 wurde Kleinfeld auf die Professur für Vergleichende Politikwissenschaft an der Universität Osnabrück berufen, die er bereits seit 1997 vertreten hatte.